# Mali Belt
Mali Belt (danski: Lillebælt, što prevedeno znači Mali tjesnac) je tjesnac koji razdvaja danski otok Fyn od Poluotoka Jutland, te Baltičko od Sjevernoga mora, odnosno do njegova tjesnaca Kattegata.

## Odlike
.
Tjesnac je dug oko 48 km, širok 0,8 km i dubok je od 15 do 45 metara.
Mali Belt je zbog svoje male širine vrlo opasan za plovidbu, pogotovo velikim brodovima, tako da se danas rijetko koristi.
Od polovice 19. stoljeće se preko tjesnaca odvijao vrlo gust trajektni promet, a prvi željeznički most podignut je 1935, nakon njega i viseći most za automobile 1970.

## Vanjske veze
- Little Belt strait, Denmark, pristupljeno 20. rujna 2023.